# Edmond Chrètien
Edmond Ernest Chrétien, conocido como  Edmond Chrètien (Burdeos, 1883-1945), fue un escultor francés de origen bordelés.

## Datos biográficos
Hijo del escultor Eugène Chrétien, Edmond nació en Burdeos en 1883.
En octubre de 1909 falleció su padre. Este había sido el autor de un busto de yeso que retrata al químico Marcelin Berthelot. El busto estaba en el museo de Bourbon-Lancy. Edmond solicitó al museo la posibilidad de reproducir el yeso en mármol. La solicitud se conserva en la documentación archivada de la pieza , en la actualidad en el museo de Le Mans.
Después de la Primera Guerra Mundial, Edmond hizo los Monumentos a los muertos de las localidades de Preignac (en 1920), Saint-Sulpice-et-Cameyrac (1921), Budos (1921), Lormont (1921), Blanquefort (1922), Villejuif (1924), Arbanats (1925) y Campan (1926).
Edmond Chrètien falleció en 1945, a los 62 años.

## Obras
- Le Christ Pancréator (Pantocrátor), de la iglesia de Saint Ferdinand de Arcachón (1900).

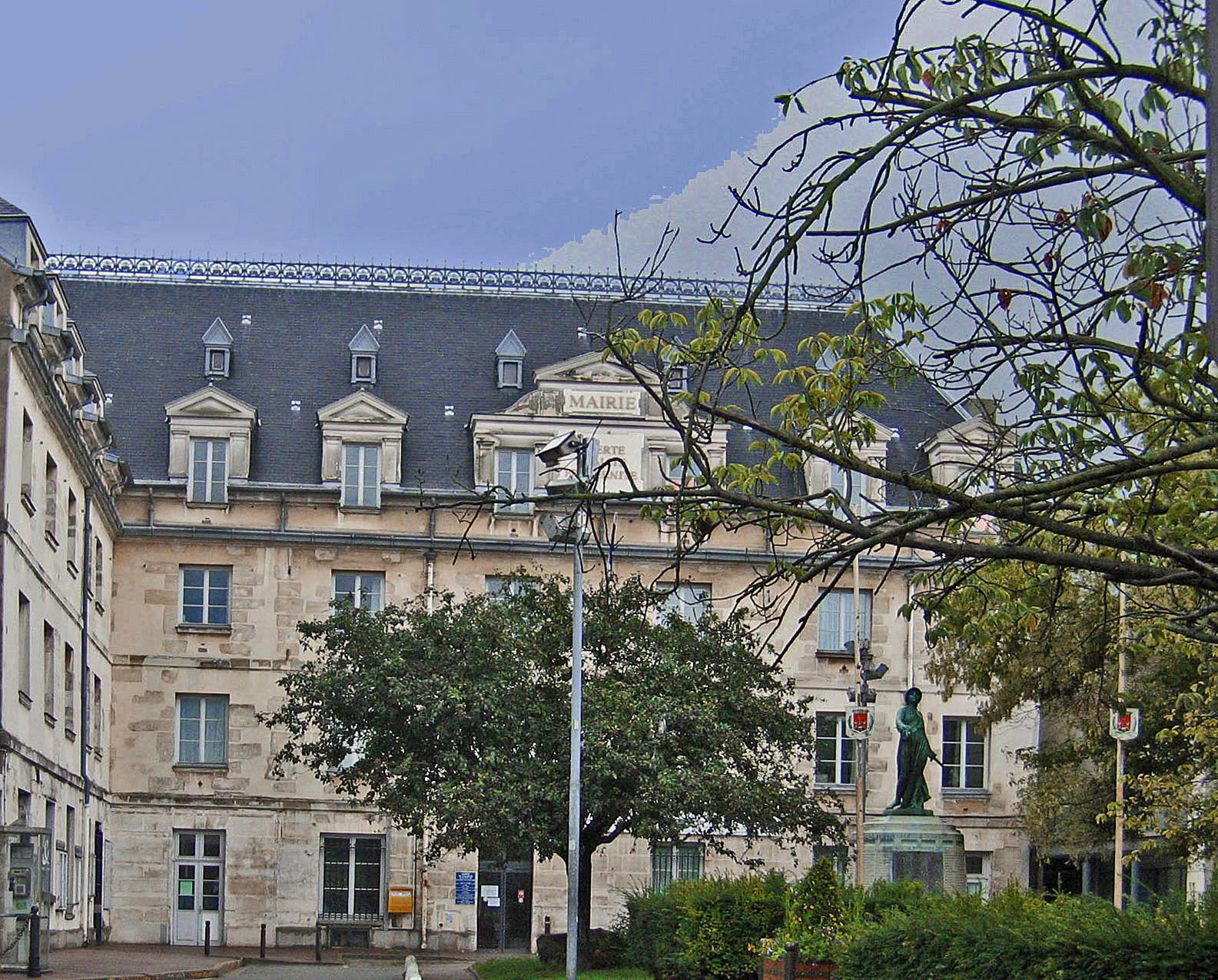
Vista del ayuntamiento de Villejuif, con el monumento a los muertos de la ciudad.

- Monumento a los muertos de la guerra de 1914-1918 en Preignac (1920).[2]

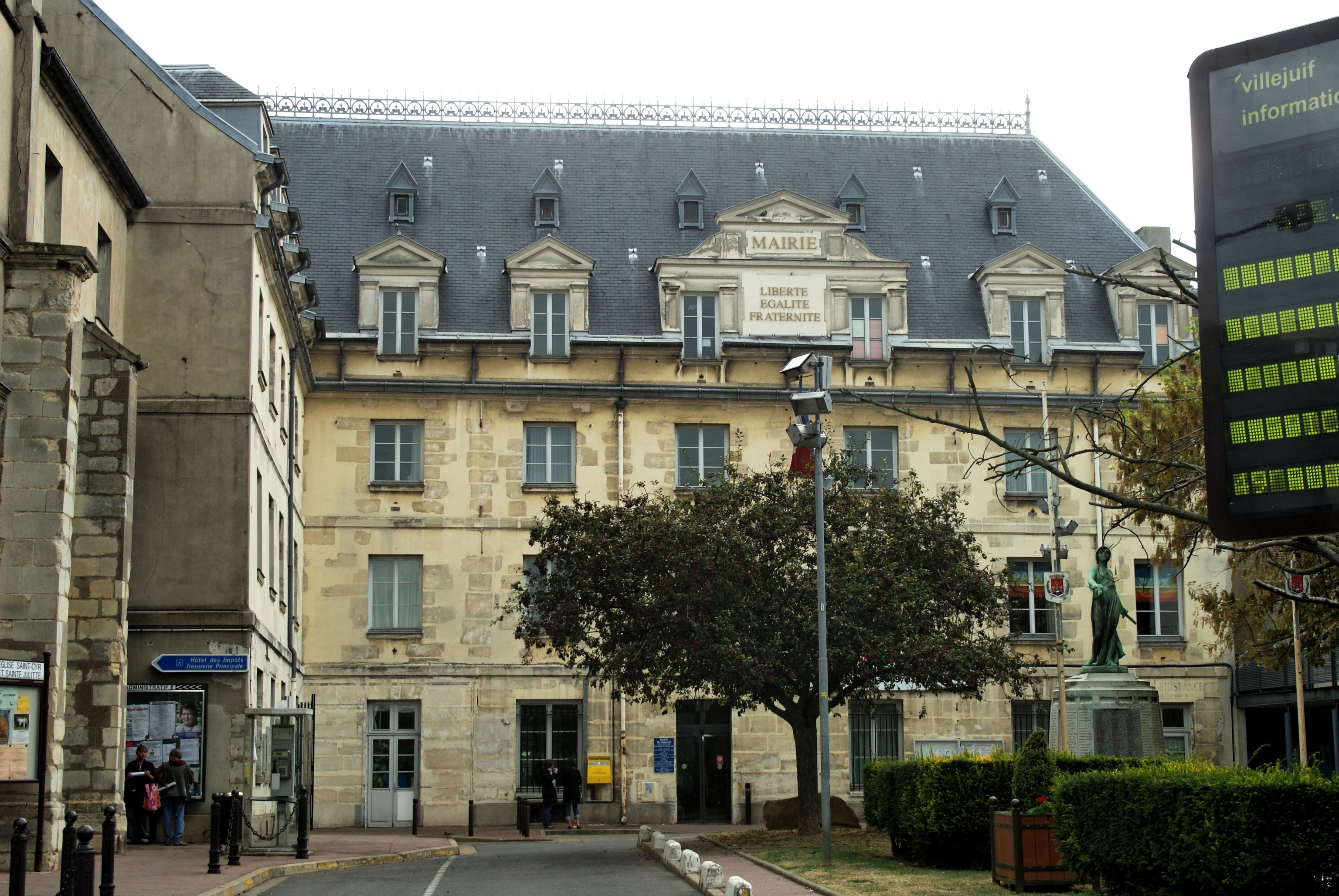

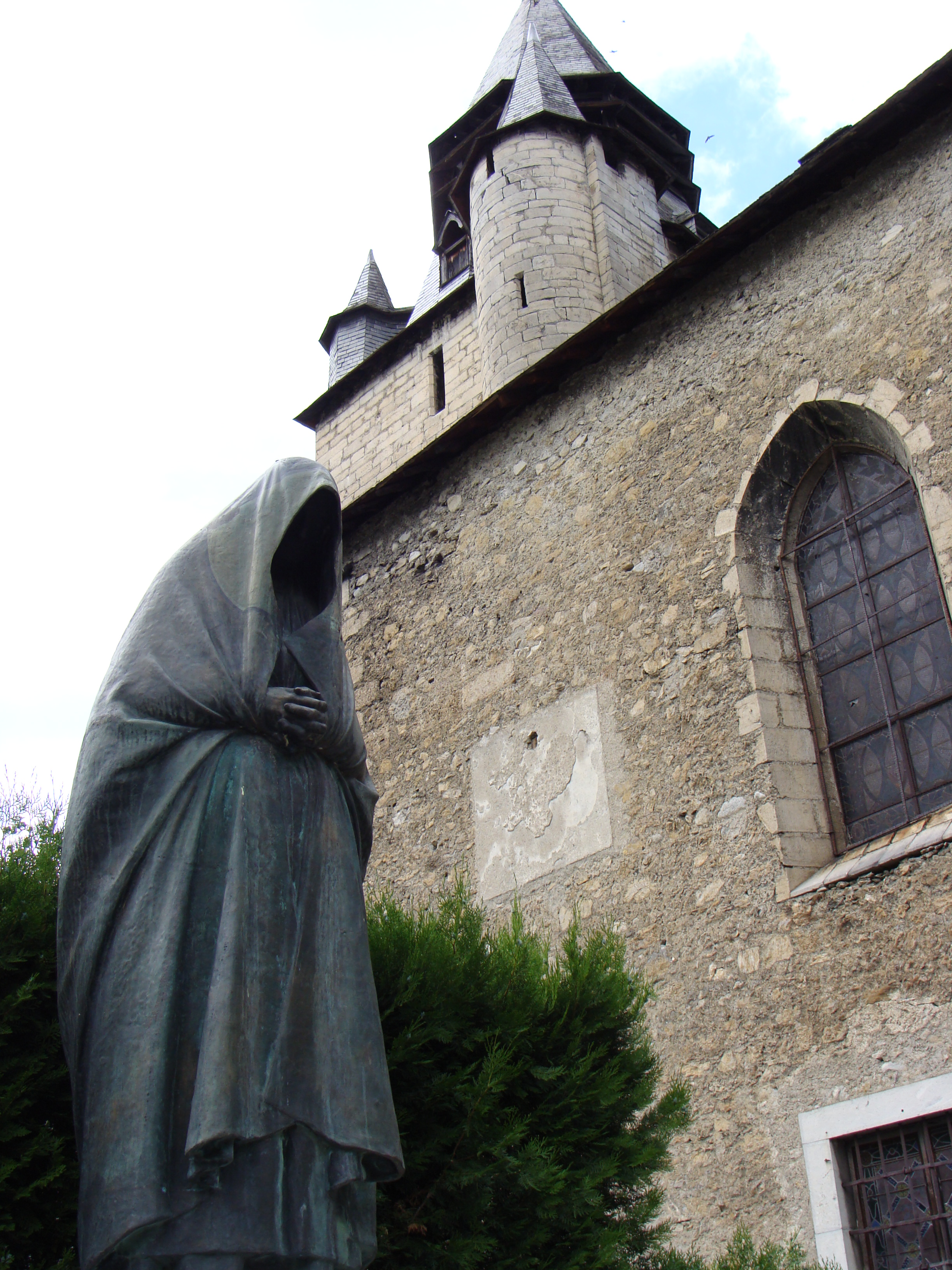

- Monumento a los muertos de la guerra de 1914-1918 en Saint-Sulpice-et-Cameyrac en el departamento de la Gironde (1921).[3]
- Monumento a los muertos de la guerra de 1914-1918 en Budos (1921).[4]

- Monumento a los muertos de la guerra de 1914-1918 en Lormont (1921).[5]
- Monumento a los muertos de la guerra de 1914-1918 en Blanquefort (1922).[6]
- Monumento a los muertos de la guerra de 1914-1918 en Villejuif (1924).[7] 48°47′32″N 2°21′49″E / 48.79222, 2.36361

 Pulsar sobre la imagen para ampliar. 
- Monumento a los muertos de Arbanats (1925).[8] 44°40′35″N 0°23′39″O / 44.67639, -0.39417
- Monumento a los muertos de Campan en Altos Pirineos (1926).[9]43°0′59″N 0°10′37″E / 43.01639, 0.17694

 Pulsar sobre la imagen para ampliar. 